# Mercator-Weltkarte von 1569

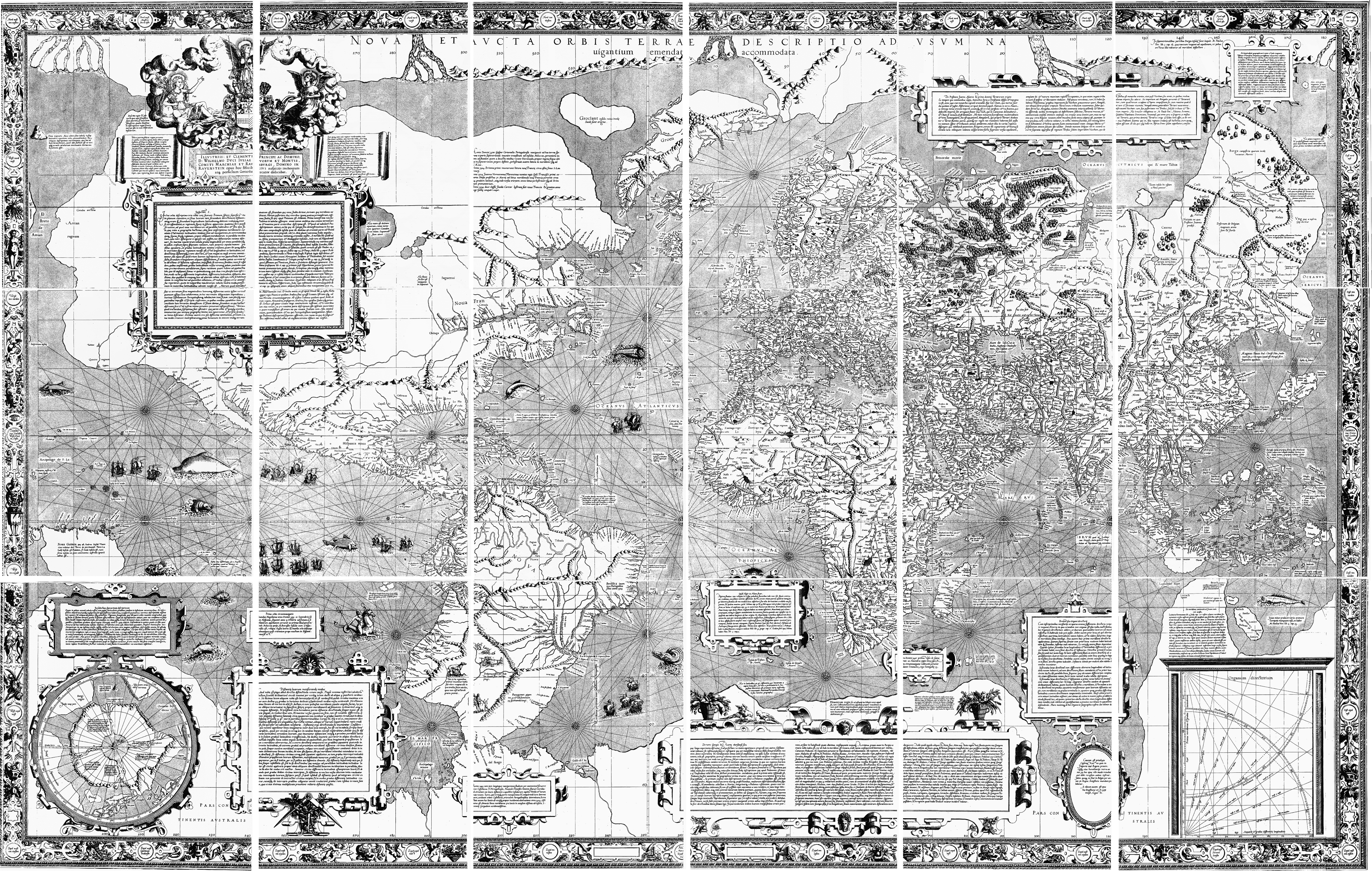
Das Basler Exemplar der Weltkarte von 1569

Die Mercator-Weltkarte von 1569 (Kurztitel des Originals Nova et aucta orbis terrae descriptio ad usum navigantium emendate accomodata) ist eine Weltkarte des Kartografen Gerhard Mercator. Sie erschien im Jahr 1569 und zeigt die Welt in winkeltreuer Projektion, wobei auf ihr erstmals die sogenannte Mercator-Projektion angewendet wurde.

## Geschichte
Bereits bei der Herstellung des Mercator-Erdglobus von 1541 verfolgte der Kartograf Gerhard Mercator das Ziel, seine Arbeiten auch einem seefahrenden Publikum zugänglich zu machen. Die Nutzung des Globus zu Navigationszwecken scheiterte aber an praktischen Problemen an Bord eines Schiffs. Ein Globus hätte jedoch die Probleme, die Seefahrer mit Plattkarten hatten, umgangen. Durch Kompassmissweisung und den Eintragungen von Kursgleichen als Geraden verfehlten die anhand von älteren Karten (vor allem der Karte des Marinos von Tyros) navigierenden Kapitäne immer wieder ihr Ziel oder mussten umständlich breitenbezogene Maßstäbe anwenden.
Bereits der portugiesische Mathematiker und Kosmograf Pedro Nunes erkannte 1533 die dahinterliegenden Probleme und empfahl dem König die Herstellung klimabezogener Karten. Nunes selbst trieb aber die Erneuerung der Karten nicht in der Praxis voran, sodass die Kartenherstellung von diesen Erkenntnissen unberührt blieb. Mercator führte die Probleme zunächst noch auf die mangelnde Übung der Kapitäne im Umgang mit den Kompassmagneten zurück, erkannte aber später die Karten als Gründe für den Missstand.
1554 wies Mercator in der Legende zu seiner Europakarte darauf hin, dass er von den Käufern der Karte Informationen zu anderen Weltregionen benötigte. Gleichzeitig begann der Kartograf mit der Sammlung alter Karten. So bilden die antiken Karten des Herodot, Strabon, Dionysios Iambos, Pomponius Mela, Plinius Secundus, Arrian, Ptolemaius, Solinus und Orosius eine der Grundlagen für das Werk. Zusätzlich zog Mercator Weltbeschreibungen wie die des Marco Polo, des Nikolaus von Lynn, von John Mandeville, Claudius Clavus, Olaus Magnus und der Brüder Zeno heran. Ergänzt wurden diese historischen Berichte durch zeitgenössische Karten wie die des Giacomo Gastaldi, Abraham Ortelius, Diego Gutiérrez und Giovanni Battista Ramusio. Die aus diesen Informationen gewonnene Karte sollte das Wissen der Antike mit den neuesten Erkenntnissen der Kartografie kombinieren.
Wahrscheinlich bereits gegen Ende des Jahres 1568, spätestens zu Beginn des Jahres 1569 bemühte sich Mercator um die Bewilligung eines kaiserlichen Schutzprivilegs, um die Neuerungen seiner Karte für einige Jahre monopolistisch nutzen zu können. Über Vermittlung des Herzogs von Kleve gelangte das Gesuch an den Hof in Wien. Die Kanzleivermerke lassen auf eine schnelle Bearbeitung der Bitte schließen. Mercator erhielt ein Privileg Kaiser Maximilians II., das sein Werk in Deutschland 14 Jahre, in den Niederlanden zehn Jahre vor unerlaubten Nachdruck schützte.
Im August 1569 erschien in Duisburg die Weltkarte. Mercator vertrieb seine Karte über die Druckwerkstatt Plantijn in Antwerpen. Bereits im September 1569 wurden 59 Karten, darunter drei kolorierte nach Antwerpen geschickt. Bis 1582 verließen elf kolorierte Karten die Werkstatt, später verzichtete Mercator wohl auf die Kolorierung der Karten. Bis Ostern 1593 gelangten 287 Weltkarten nach Antwerpen. Zwischen 1583 und 1589 wurden weitere 22 Karten über Philipp Galle verkauft.
Bei der Karte handelt es sich um das weltweit erste Druckwerk, das die Methode der Winkeltreue anwandte und damit den Seeleuten das Navigieren erleichterte. Da eine Karte die kugelförmige Erde entweder flächengenau oder winkel- bzw. abständegenau abbilden kann, konzentrierte sich Mercator mit der von ihm angewandten Projektion auf die korrekte Abbildung der Winkel und Abstände. Dadurch ermöglichte er die Benutzung der Karte mit einem Kompass.
Die Karte blieb über viele Jahre die wichtigste Weltkarte. Sie fand auch über andere Wege weitere Verbreitung. So griff das Theatrum Orbis Terrarum des Abraham Ortelius von 1570 auf eine verkleinerte Ausgabe zurück. Der Sohn Rumold Mercator zeichnete 1587 eine weitere Version der Karte und die Enkel griffen 1595 bei der Zusammenstellung des ersten Atlas auf die Arbeit des Großvaters zurück. Trotz dieses großen Erfolges haben sich nur sehr wenige Karten erhalten. Großformatige Karten wurden gefirnisst, gerollt, gefaltet und häufig zerteilt. Nachweislich wurden Weltkartenexemplare beim Erdbeben von Lissabon im Jahr 1755 zerstört.

## Beschreibung
Mercators Weltkarte entstand im Maßstab 1:20.000.000 und hatte direkt nach ihrem Erscheinen im ausgebreiteten Zustand die Maße von 1,34 Meter auf 2,12 Metern. Die Karte wurde auf 21 Blätter gestochen, die zusammengesetzt werden konnten. Die Karte ist genordet und wurde in winkeltreuer Projektion geschaffen. Obwohl Mercator das Wissen seiner Zeit darzustellen versuchte, tradierte er zugleich Standpunkte antiker Autoritäten. Der große Erfolg der Karte führte dazu, dass Fehleinschätzungen noch im 17. Jahrhundert auf Karten wiedergegeben wurden.
Der Weltkarte wurden eine Vielzahl an Texten beigegeben. Einerseits sollten sie die korrekte Handhabung der Karte sicherstellen. Andererseits erschien das Werk mit Widmungen, einer Erklärung für die Intention zu ihrer Schaffung, sowie historischen und ethnografischen Erläuterungen. Außerdem verhandelte Mercator auf der Karte Forschungsdebatten des 16. Jahrhunderts. Insgesamt können 16 Texte unterschiedlicher Länge ausgemacht werden. Es sind dies:
| - Überschrift: Novat et aucta Orbis Terrae descriptio - Widmung an Herzog Wilhelm von Jülich, Kleve und Berg - Huldigung des Herzogs - Erläuterung des Aufbaus: Inspectori Salutem |  | - Historisches I: Über den Priester Johannes in Asien (sic!) - Über den magnetischen Pol - Über die Nordpolkarte - Historisches II: Über die Weltumseglung |  | - Die Mündung des Niger in den Nil - Historisches III: Hornumseglung da Gamas - Einweisung in das Organum Directorium - Über den südlichen Kontinent |  | - Über die Messung der Ortsdistanzen - Historisches IV: Setzung des Meridiankreises - Die Lage des Ganges und des Chersones - Privileg und Impressum |  |

### Erklärungen zur kartografischen Methode
In einem der Weltkarte beigegebenen Text, der heute als Legende („Inspectori salutem“, lat. dem geneigten Leser) interpretiert wird, machte Mercator die Methode deutlich, die er nutzte, um eine winkeltreue Karte zu schaffen: „Wir haben die Breitengrade zu beiden Polen hin allmählich vergrößert im Verhältnis zum Anwachsen der Breitenparallelen über das Maß hinaus, welches sie zum Äquator haben.“ Unklar blieb, welches Verfahren Mercator hierzu anwandte, dessen Exaktheit er auch nur durch erfolgreiche Seereisen hätte nachweisen können.
Mehrere Mathematiker und Kartografen versuchten die Methode Mercators zu rekonstruieren. Darunter Adolf Erik Nordenskiöld, Arthur Breusing, Hermann Wagner und Max Eckert-Greifendorff. Die bis heute gültige Rekonstruktion, die sich eng an der für Mercator nachgewiesenen, zeitgenössischen Literatur orientiert, lieferte schließlich Friedrich Wilhelm Krücken 1994. Danach kombinierte Mercator die Marinus-Plattkarte (als Zonenplattkarte) mit dem vierten Lehrsatz des sechsten Buches Euklid: „In winkelgleichen Dreiecken stehen die Seiten um gleiche Winkel in Proportion, und zwar entsprechen einander die, die gleichen Winkeln gegenüberliegen.“
Danach setzt sich die Projektion der Mercator-Weltkarte aus folgenden Elementen zusammen:
- 1. Zeichnung eines (Viertel-)Kreises mit Radius von 315 mm
- 2. Vom Mittelpunkt des Kreises aus wird die Winkelfolge ½°, 1½°, 2½°... abgetragen
- 3. Einzeichnung durch die Schnittpunkte der freien Schenkel mit dem Kreis die Lote bis zum jeweiligen Schnitt mit dem nächsten freien Schenkel
- 4. Die so hergestellte Strecke ist die vergrößerte Breite der zugehörigen Breite der Weltkarte bei einem 10°-Äquatormaß von 55 mm.[4]

### Erklärungen zur Nautik

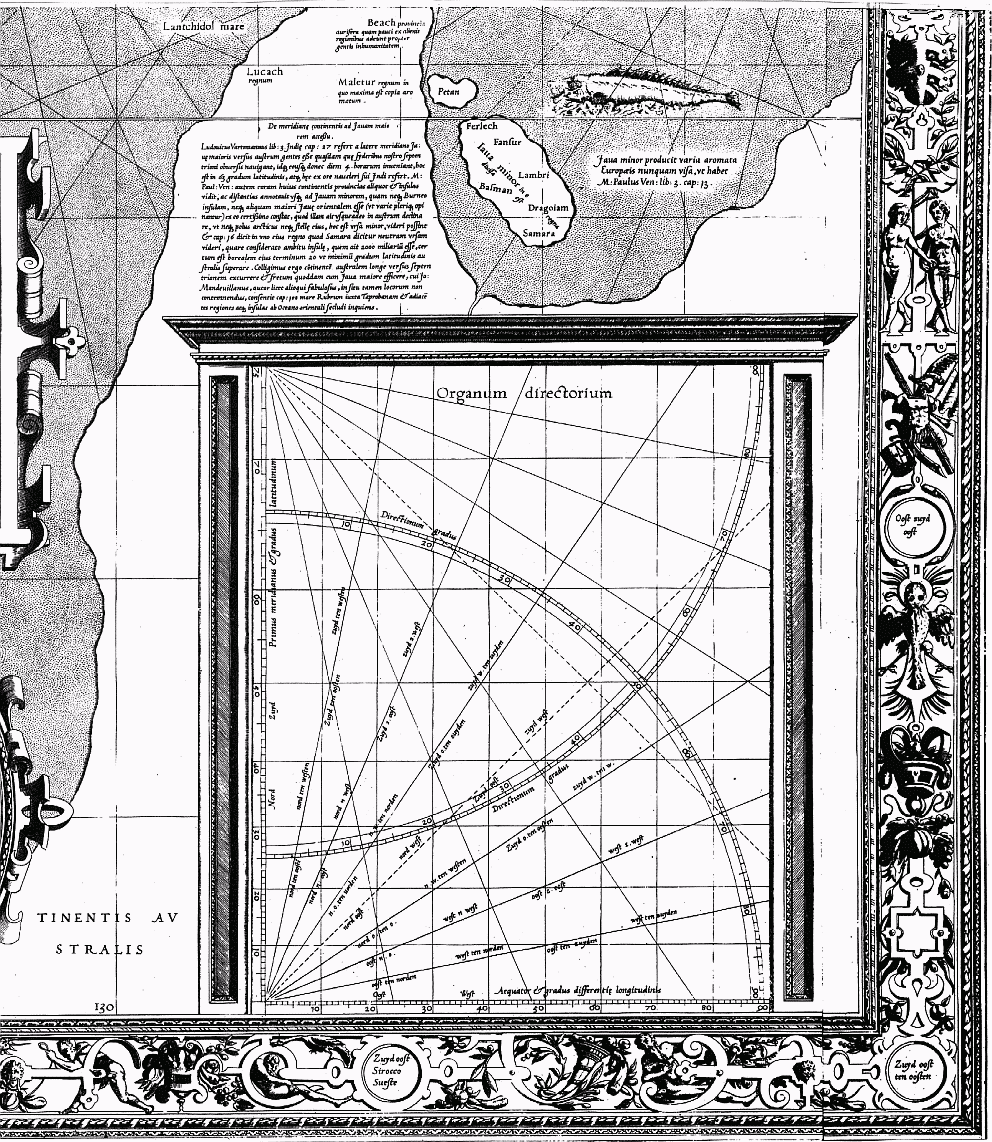
Das „Organum Directorium“ als Hilfe für die Navigation auf der Karte

Die Texte „Brevis usus Organi Directorii“ (lat. Kurze Einweisung in den Gebrauch des Organum Directorium) und „Distantiae locorum mensurandae modus“ (lat. Über die Messung der Ortsdistanzen) wurden zur Erklärung der praktischen Kartenanwendung geschaffen. Um den Kurswinkel oder Azimut bestimmen zu können, mussten die Seefahrer die beiden Standorte A (immer auf den Null-Meridian der Tafel) und B (Zielort) auf der auf der Karte unten rechts angebrachten Navigationstafel eintragen. Mithilfe der Zirkelöffnung wurden nun die hier angebrachten Bindfäden parallel zum Kurs ausgerichtet und das Azimut abgelesen.
Für die Bestimmung der gesegelten Distanz muss ebenfalls der Lehrsatz 4 des Euklid herangezogen werden. So sind die auf der Karte eingezeichneten Loxodrome messbar, wodurch man die loxodromische Länge des Weges von A nach B erhält. Sollte der Kurs nach Osten oder Westen gehen, schlägt Mercator die „Methode der Mittelbreiten“ vor. In den Zirkel wird die Breitendifferenz zwischen Standort und Ziel genommen und mehrfach auf den eingetragenen Kurs abgetragen. Anschließend wird der Rest um die mittlere Breite symmetrisch nach oben und unten abgesetzt und die Spanne in Grad gemessen.

### Fehler auf der Karte
Die Zeitgenossen Mercators verorteten die Mündung des Ganges im Westen von Malakka und Taprobana im Golf von Bengalen (womit sie richtig lagen). Mercator setzte dem die Autorität antiker Gelehrter entgegen. Insbesondere Ptolemäus, der sich auf die Daten Alexanders des Großen stütze, sei nicht anzuzweifeln. Deshalb zeichnete er den Ganges viel weiter östlich ein. Er fließt auf der Weltkarte bei Kanton in das Südchinesische Meer.
Dagegen nahm der Kartograf die neuesten Erkenntnisse zur Aurea Chersonesus mit auf die Karte auf. Anders als Ptolemäus behauptete, handelte es sich nach Mercator nicht um eine Halbinsel, die noch 1541 auf seinem Erdglobus eingezeichnet worden war. Stattdessen machte er hinter der Aurea Chersonesus auf der Weltkarte eine Insel aus, sodass er den japanischen Inseln diesen Namen gab. Solche Fehleinschätzungen führten insbesondere in Ostasien zu weiteren Fehlern.
Mercator vertrat auf seiner Karte die Theorie von drei Kontinenten. Der erste besteht aus Eurasien und Afrika, beim zweiten handelt es sich um Amerika. Letzterer könnte das bei Plato erwähnte Atlantis sein. Auf der Mercator-Weltkarte wurde als dritte Landmasse ein großer Südkontinent eingezeichnet, der ein Gleichgewicht gegenüber den im Norden verorteten Landmassen bildete, wobei er hier Ideen der Zeitgenossen aufgriff. Auf diesem Südkontinent wurden Orte eingezeichnet, die in den Aufzeichnungen Marco Polos genannt worden waren.

### Zeichnerische Darstellungen

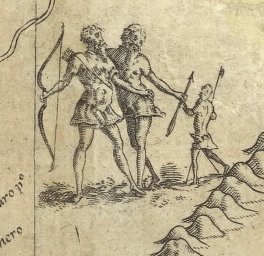
Die „patagonischen Riesen“ auf der Weltkarte

Im westlichen Sibirien am Oberlauf des Ob wurde auf der Karte ein mit „Zolotaia baba idolum“ bezeichnetes Objekt eingezeichnet. Es zeigt eine auf einem Podest sitzende Frau mit einem Kind auf ihrem Schoss sowie einem weiteren an ihrer Seite. Das Idol der goldenen Großmutter taucht auch auf mehreren anderen Karten Mercators auf und geht wohl auf die Darstellung auf einer Karte von Antonius Jenkensonus zurück.
Die Darstellung des Priesterkönigs Johannes geht dagegen auf eine wesentlich ältere Tradition zurück. Mercator zeichnete ihn in Nordafrika als einen auf einem Thron sitzenden Herrscher mit Krone und Kreuzszepter ein. Erstmals wurde die Legende von einem in Afrika lebenden, christlichen König bereits bei Otto von Freising im 12. Jahrhundert tradiert. Die Darstellung entstammte wohl der Ptolemäus-Ausgabe des Willibald Pirckheimer.
Auf Behauptungen von Kolumbus griff Mercator bei der Einzeichnung von Menschenfressern in Südamerika zurück. Im 16. Jahrhundert diente die Behauptung von Kannibalismus auch dazu, die Christianisierung in den von den Europäern kolonisierten Gebieten zu rechtfertigen. Die Darstellung Mercators zeigt Kannibalen, die Menschen zerteilen, deren Gliedmaße in Bäumen aufhängen bzw. sie am offenen Feuer grillen.
Ebenfalls in Südamerika zeichnete Mercator ein Beuteltier ein. Es handelt sich wohl um das Opossum, das in Europa als Kuriosität der Natur bekannt war und von Vicente Yáñez Pinzón zu Beginn des 16. Jahrhunderts an den Hof der Isabella und des Ferdinand von Spanien gebracht worden war. Mit seinem Beutel schien das Tier nicht in die von Mercator vertretene „Scala naturae“ (lat. Stufenleiter der Natur) zu passen.
Eine dritte Abbildung im Bereich Südamerikas zeigt zwei Giganten. Ihre Darstellung geht wohl auf eine Karte des Diego Gutiérrez von 1562 zurück. Es handelt sich um die „patagonischen Riesen“, die erstmals von Antonio Pigafetta, der die Weltumsegelung Magellans dokumentierte. So stieß die Expedition auf die Abdrücke großer Füße, über die auf die Leibesgröße der hier lebenden Einheimischen geschlossen wurde.

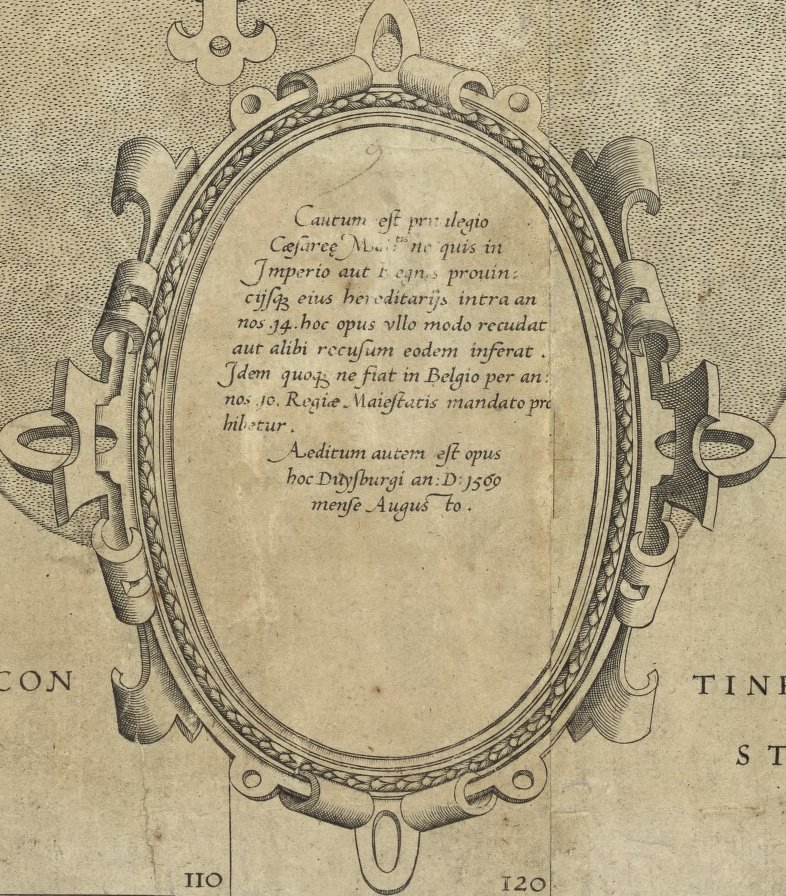
Privileg und Impressum auf der Karte
Das „Organum Directorium“ mit eingezeichneten Distanzen
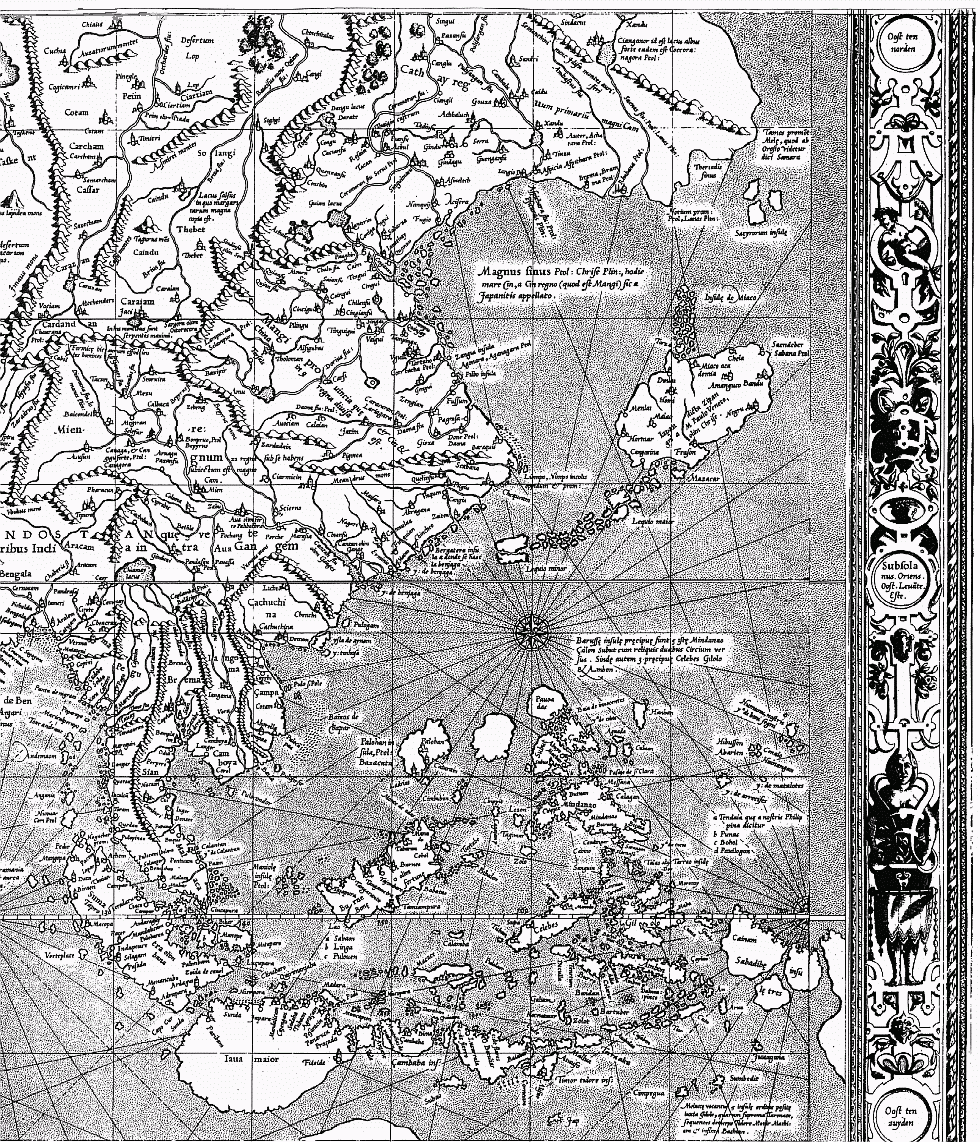
Kartenausschnitt Ostasiens
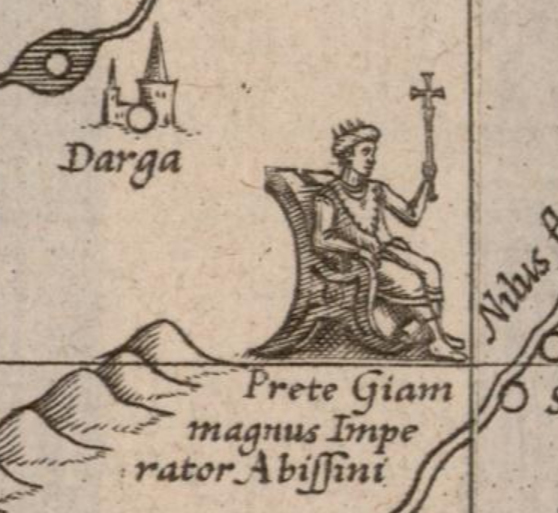
Der Priesterkönig Johannes
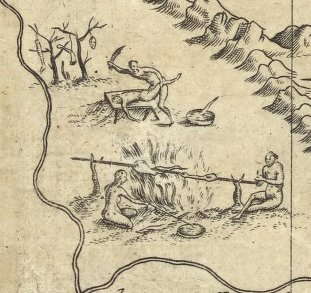
Zeichnung von Menschenfressern in Südamerika
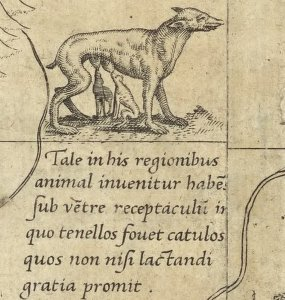
Das Beuteltier in Südamerika

## Exemplare

Die Karte in Rotterdam wurde zu einem Atlas mit Einzelkarten gebunden

Von der Mercator-Weltkarte von 1569 sind heute (Stand 2022) nur noch vier Exemplare nachweisbar. Daneben hat sich in der Biblioteca Universitaria Alessandrina in Rom ein Umschlag für die Karte erhalten. Von den einzelnen Exemplaren existieren außerdem jeweils Faksimile und Nachdrucke, sodass auch das heute verbrannte Exemplar aus der Breslauer Stadtbibliothek als Nachdruck erhalten blieb. Die Exemplare sind nach ihrem Aufbewahrungsort alphabetisch gelistet.
- Basel, Universitätsbibliothek: Das Basler Exemplar ist erstmals im Jahr 1906 in der dortigen Universitätsbibliothek nachweisbar. Es besteht aus drei Streifen, die jeweils aus sechs Kartenblättern zusammengesetzt wurden. Die Karte hat die Nord-Süd-Maße von durchschnittlich 1,33 Meter, die Ost-West-Maße sind mit durchschnittlich 2,1 Meter angegeben. Das Basler Exemplar besitzt alle Bordüren. Die Karte bildet die Grundlage für die 1994 erfolgte verkleinerte Faksimile-Ausgabe von Wilhelm Krücken und Joseph Milz. Digitalisat
- Breslau, Stadt-Bibliothek (†): Die Breslauer Mercator-Karte verbrannte wahrscheinlich durch Kriegseinwirkungen im Jahr 1945 und ist heute verschollen. Sie wurde 1889 durch Alfons Heyer auf dem Dachboden der Stadt-Bibliothek Breslau entdeckt. Die Berliner Gesellschaft für Geographie ließ 1891 ein Faksimile mit deutscher und englischer Erläuterung anfertigen, das 1931 vom Hydrographic Bureau in Monaco mit Erläuterungen von August Wedemeyer neu gedruckt wurde. Die Karte besaß die Maße 1,21 Meter auf 1,99 Meter.
- Paris, Bibliothèque nationale de France: Bei der Pariser Karte handelt es sich um das älteste bekannte Exemplar. Es gelangte aus dem Nachlass des Berliner Orientalisten Heinrich Julius Klaproth 1835 in die Sammlung. 1854 reproduzierte Edmé François Jomard die Karte. Bis 1889 handelte es sich bei der Karte aus Paris auch um die einzige bekannte Weltkarte Mercators. Sie ist unkoloriert und weist, mit dem Fehlen der Ost- und Westbordüre, die Maße von 1,22 Meter auf 1,99 Meter auf.
- Rotterdam, Maritiem Museum: Das Rotterdamer Exemplar entstammt der Sammlung von Schloss Harff, wo sie 1902 nachgewiesen ist. Die Karte wurde aus mehreren Exemplaren zu einer Art Atlas zusammengesetzt. Im Jahr 1932 gelangte das Stück in den Kunsthandel und wurde vom Rotterdamer Museum erworben. 1960/1961 erschien eine Reproduktion der Karten in der Zeitschrift Imago Mundi.[8] Informationen zur Mercator-Karte

## Ausgaben
- Wilhelm Krücken, Joseph Milz (Hrsg.): Gerhard Mercator: Weltkarte ad usum Navigantium. Verkleinert reproduziert nach dem Originaldruck der Universitätsbibliothek zu Basel. Mercator-Verlag, Duisburg 1994, ISBN 3-87463-211-3.